# Saint-Amancet
Saint-Amancet is een gemeente in het Franse departement Tarn (regio Occitanie) en telt 157 inwoners (1999). De plaats maakt deel uit van het arrondissement Castres.

## Geografie
De oppervlakte van Saint-Amancet bedraagt 11,9 km², de bevolkingsdichtheid is 13,2 inwoners per km².
De onderstaande kaart toont de ligging van Saint-Amancet met de belangrijkste infrastructuur en aangrenzende gemeenten.

## Demografie
Onderstaande figuur toont het verloop van het inwonertal (bron: INSEE-tellingen).